# نزار العدسانی
نزار العدسانی (به عربی: نزار العدساني) (زاده ۱۹۵۸) کارآفرین، بازرگان و مدیر ارشد اجرایی کویتی است، که در حال حاضر به‌عنوان مدیر عامل اجرایی مؤسسه نفت کویت و رییس هیئت مدیره شرکت نفت کویت فعالیت می‌نماید.